# Wahlbezirk Böhmen 69
Der Wahlbezirk Böhmen 69 war ein Wahlkreis für die Wahlen zum Abgeordnetenhaus im österreichischen Kronland Böhmen. Der Wahlbezirk wurde 1907 mit der Einführung der Reichsratswahlordnung geschaffen und bestand bis zum Zusammenbruch der Habsburgermonarchie.

## Geschichte
Nachdem der Reichsrat im Herbst 1906 das allgemeine, gleiche, geheime und direkte Männerwahlrecht beschlossen hatte, wurde mit 26. Jänner 1907 die große Wahlrechtsreform durch Sanktionierung von Kaiser Franz Joseph I. gültig. Mit der neuen Reichsratswahlordnung schuf man insgesamt 516 Wahlbezirke, wobei mit Ausnahme Galiziens in jedem Wahlbezirk ein Abgeordneter im Zuge der Reichsratswahl gewählt wurde. Der Abgeordnete musste sich dabei im ersten Wahlgang oder in einer Stichwahl mit absoluter Mehrheit durchsetzen. Der Wahlkreis Böhmen 69 umfasste die Gerichtsbezirke Klattau (ohne die Gemeinden Gesen und Birkau), Nepomuk und Planitz. Vom Wahlbezirk waren jedoch die Städte Klattau und Nepomuk (alle Wahlbezirk 31) ausgenommen.
Aus der Reichsratswahl 1907 ging der Tschechische Agrarier Karel Holý als Sieger hervor. Er trat im Februar 1911 aus gesundheitlichen Gründen zurück. Bei der Reichsratswahl 1911 konnte sich Václav Prunar (Fortschrittlich-staatsrechtliche Partei) durchsetzen.

## Wahlergebnisse

### Reichsratswahl 1907
Die Reichsratswahl 1907 wurde am 14. Mai 1907 (erster Wahlgang) sowie am 23. Mai 1907 (Stichwahl) durchgeführt.

#### Erster Wahlgang
| Kandidat                                                                      | Partei                                               | Wahlkreis- stimmen | Stimmen- anteil |
| ----------------------------------------------------------------------------- | ---------------------------------------------------- | ------------------ | --------------- |
| Vojtěch Čipera                                                                | Tschechische Sozialdemokratische Partei              | 4344               | 40,5 %          |
| Karel Holý                                                                    | Tschechische Agrarpartei                             | 2783               | 25,9 %          |
| Václav Prunar                                                                 | Tschechisch radikal-fortschrittliche Partei          | 1443               | 13,5 %          |
| Martin Klouda                                                                 | Partei des katholischen Volkes (Klerikaler Agrarier) | 944                | 8,8 %           |
| Josef Kovařík                                                                 | Jungtschechen                                        | 908                | 8,5 %           |
| Em. Kohout                                                                    | Tschechisch national-soziale Partei                  | 272                | 2,5 %           |
|                                                                               | Sonstige Parteien                                    | 34                 | 0,3 %           |
| Wahlberechtigte: 12.958, Ungültige/Leere Stimmen: 94, Wahlbeteiligung: 83,5 % |                                                      |                    |                 |

#### Stichwahl
| Kandidat                                                                       | Partei                                  | Wahlkreis- stimmen | Stimmen- anteil |
| ------------------------------------------------------------------------------ | --------------------------------------- | ------------------ | --------------- |
| Karel Holý                                                                     | Tschechische Agrarpartei                | 5973               | 58,0 %          |
| Vojtěch Čipera                                                                 | Tschechische Sozialdemokratische Partei | 4329               | 42,0 %          |
| Wahlberechtigte: 12.958, Ungültige/Leere Stimmen: 122, Wahlbeteiligung: 80,4 % |                                         |                    |                 |

### Reichsratswahl 1911
Die Reichsratswahl 1911 wurde am 13. Juni 1911 sowie am 20. Juni 1911 (Stichwahl) durchgeführt.

#### Erster Wahlgang
| Kandidat                                                                       | Partei                                               | Wahlkreis- stimmen | Stimmen- anteil |
| ------------------------------------------------------------------------------ | ---------------------------------------------------- | ------------------ | --------------- |
| Adalrich Pejsek                                                                | Tschechische Agrarpartei                             | 3194               | 32,3 %          |
| Václav Prunar                                                                  | Tschechische staatsrechtlich-fortschrittliche Partei | 2903               | 29,4 %          |
| Josef Pavlat                                                                   | Tschechische Sozialdemokratische Partei              | 1678               | 17,0 %          |
| Jan Růžička                                                                    | Selbständiger Sozialdemokrat                         | 1135               | 11,5 %          |
| Antonín Havelka                                                                | Christlichsoziale Partei                             | 946                | 9,6 %           |
|                                                                                | Sonstige Parteien                                    | 29                 | 0,3 %           |
| Wahlberechtigte: 13.311, Ungültige/Leere Stimmen: 137, Wahlbeteiligung: 75,3 % |                                                      |                    |                 |

#### Stichwahl
| Kandidat                                                                       | Partei                                               | Wahlkreis- stimmen | Stimmen- anteil |
| ------------------------------------------------------------------------------ | ---------------------------------------------------- | ------------------ | --------------- |
| Václav Prunar                                                                  | Tschechische staatsrechtlich-fortschrittliche Partei | 6328               | 62,4 %          |
| Adalrich Pejsek                                                                | Tschechische Agrarpartei                             | 3814               | 37,6 %          |
| Wahlberechtigte: 13.311, Ungültige/Leere Stimmen: 122, Wahlbeteiligung: 77,1 % |                                                      |                    |                 |